# Sèrie de Mercator
En matemàtiques, la sèrie de Mercator o sèrie de Newton–Mercator és la sèrie de Taylor del logaritme natural:
{\displaystyle \ln(1+x)\;=\;x\,-\,{\frac {x^{2}}{2}}\,+\,{\frac {x^{3}}{3}}\,-\,{\frac {x^{4}}{4}}\,+\,\cdots .}
Escrita en notació de sumatori,
{\displaystyle \ln(1+x)\;=\;\sum _{n=1}^{\infty }{\frac {(-1)^{n+1}}{n}}x^{n}.}
La sèrie convergeix al logaritme natural (desplaçat en 1) quan −1 < x ≤ 1.
La sèrie va ser descoberta independentment per Nicholas Mercator, Isaac Newton i Gregory Saint-Vincent. Va ser publicada per primera vegada per Mercator, en el seu tractat Logarithmo-technica de 1668.

## Derivació
La sèrie pot ser obtinguda a partir del teorema de Taylor, mitjançant el càlcul inductiu de la enésima derivada del ln x en x = 1, començant amb:
{\displaystyle {\frac {d}{dx}}\ln x={\frac {1}{x}}.}
Alternativament, es pot començar amb la sèrie geomètrica finita (t ≠ −1)
{\displaystyle 1-t+t^{2}-\cdots +(-t)^{n-1}={\frac {1-(-t)^{n}}{1+t}}}
que dona
{\displaystyle {\frac {1}{1+t}}=1-t+t^{2}-\cdots +(-t)^{n-1}+{\frac {(-t)^{n}}{1+t}}.}
Se segueix que
{\displaystyle \int _{0}^{x}{\frac {dt}{1+t}}=\int _{0}^{x}\left(1-t+t^{2}-\cdots +(-t)^{n-1}+{\frac {(-t)^{n}}{1+t}}\right)\,dt}
i per integració terme a terme,
{\displaystyle \ln(1+x)=x-{\frac {x^{2}}{2}}+{\frac {x^{3}}{3}}-\cdots +(-1)^{n-1}{\frac {x^{n}}{n}}+(-1)^{n}\int _{0}^{x}{\frac {t^{n}}{1+t}}\,dt.}
Si −1 < x ≤ 1, el terme resta tendeix a 0 quan {\displaystyle n\to \infty }. Aquesta expressió pot ser integrada iterativament k vegades més per obtenir:
{\displaystyle -xA_{k}(x)+B_{k}(x)\ln(1+x)=\sum _{n=1}^{\infty }(-1)^{n-1}{\frac {x^{n+k}}{n(n+1)\cdots (n+k)}},}
on
{\displaystyle A_{k}(x)={\frac {1}{k!}}\sum _{m=0}^{k}{k \choose m}x^{m}\sum _{l=1}^{k-m}{\frac {(-x)^{l-1}}{l}}}
i
{\displaystyle B_{k}(x)={\frac {1}{k!}}(1+x)^{k}}
són polinomis en x.

## Casos especials
Prenent x = 1 en la sèrie de Mercator s'obté la sèrie harmònica alternada.
{\displaystyle \sum _{k=1}^{\infty }{\frac {(-1)^{k+1}}{k}}=\ln 2.}

## Sèrie complexa
La sèrie de potències complexa:
{\displaystyle \sum _{n=1}^{\infty }{\frac {z^{n}}{n}}=z\,+\,{\frac {z^{2}}{2}}\,+\,{\frac {z^{3}}{3}}\,+\,{\frac {z^{4}}{4}}\,+\,\cdots }
és la sèrie de Taylor de la funció complexa -log(1 - z), on log denota la branca principal del logaritme complex. Aquesta sèrie precisament convergeix per a tot nombre complex |z| ≤ 1, z ≠ 1. De fet, es pot veure mitjançant el criteri de d'Alembert, que aquesta té radi de convergència igual a 1, per tant, convergeix absolutament en tot disc B(0, r) amb radi r < 1. A més, aquesta convergeix en tot disc foradat {\displaystyle \scriptstyle {\overline {B(0,1)}}\setminus B(1,\delta )}, amb δ > 0. Això és conseqüència immediata de la identitat algebraica:
{\displaystyle (1-z)\sum _{n=1}^{m}{\frac {z^{n}}{n}}=z-\sum _{n=2}^{m}{\frac {z^{n}}{n(n-1)}}-{\frac {z^{m+1}}{m}},}
Observi's que el costat dret és uniformement convergent en tot el disc tancat unitat.